# Renault Kaptur
Renault Kaptur (Каптю́р) — субкомпактный кроссовер французской фирмы Renault. Название происходит от фр. cap — «курс», «направление». Renault Kaptur был создан специально для стран с развивающейся экономикой.
Renault Kaptur имеет общую платформу с моделью Renault Duster, в отличие от похожей внешне модели Renault Captur, имеющей в основе другую платформу. Также Kaptur отличается большей колёсной базой и дорожным просветом. 

## Обзор
Премьера Renault Kaptur состоялась в Москве 30 марта 2016 года, модель презентовал директор по промышленному дизайну группы Renault Лоренс ван ден Акер. В апреле 2016 года начался серийный выпуск модели на московском заводе Renault (бывший АЗЛК). 
Кроссовер Kaptur базируется на модернизированной платформе B0, которая получила название «Captur Global Access». В основе платформы лежит современный двигатель H4M или F4R (оба с увеличенной мощностью и пониженным расходом топлива), новая подвеска с увеличенной жёсткостью пружин и иными амортизаторами, доставшимися от Renault Duster. 
Автомобиль может иметь передний или полный привод на электромагнитной муфте GKN. Kaptur оснащается бензиновыми моторами объёмом 1,6 и 2,0 литра в сочетании с механической коробкой передач, автоматической коробкой передач или вариатором.
Kaptur располагает достаточно большим количеством опций. Уже в базовой комплектации «Life» имеется кондиционер, усилитель рулевого управления, светодиодные фары, система «старт-стоп», электростеклоподъёмники на всех дверях, ключ-карта, электропривод и обогрев боковых зеркал, аудиосистема с 4 динамиками. Интерьер автомобиля выполнен преимущественно в тёмных тонах, панель приборов и руль частично позаимствованы у Renault Clio. 
В более дорогих комплектациях «Drive» и «Style» в стандартное оборудование включены: ключ-карта с функцией «свободные руки», обогрев лобового стекла, складывающиеся боковые зеркала. В топовой версии стандартом являются: климат-контроль, мультимедийная навигационная система Media NAV, система EasyLink с поддержкой навигации и цифровых сервисов Yandex.Auto, Car Play и Android Auto.
Багажник Kaptur имеет объём 387 литров, а при сложенных задних сидениях этот показатель вырастет до 1200 литров.
Несмотря на все преимущества Kaptur, покупателями в процессе эксплуатации был выявлен целый ряд недостатков. Так, передние стойки кузова значительно уменьшают обзорность со стороны водителя, а также отсутствие подстаканников, обогрева руля, и легко царапающийся пластик деталей салона.

## Модернизация 2020 года
В 2020 году российский Kaptur подвергся рестайлингу. Теперь Kaptur стал базироваться на модернизированной версии платформы B0 (Global Access), изначально появившейся на Renault Arkana. Снаружи модель практически не изменилась, появились новые светодиодные головные фары. 
Из линейки двигателей убрали 2.0-литровый атмосферный мотор и четырёхступенчатую гидротрансформаторную АКПП, взамен появился турбомотор 1.3 л. в сочетании с вариатором.
В салоне появилось новое трёхспицевое рулевое колесо с функцией обогрева. Появилось два подстаканника спереди, за счёт чего была расширена центральная консоль, а рычаг ручного тормоза был перенесён от центра вбок. Для задних пассажиров стал доступен и подогрев два USB-порта.

## Производство
В России Renault Kaptur производился до 23 марта 2022 года, тогда было официально объявлено о приостановке производства на заводе Renault в Москве.
В 2016 году Renault Captur (аналогичный российскому Kaptur) начал выпускаться в Бразилии, откуда он экспортировался в другие страны Латинской Америки. В 2021 году Renault обновил бразильский Captur, изменив дизайн интерьера и заменив двигатели 1,6 и 2,0 л. на двигатель 1,3. выдающий 170 л.с. вместо российских 150 л.с. После прекращения производства на московском заводе и ухода Renault с российского рынка, из-за нехватки определённых компонентов у бразильского подразделения Renault начались проблемы с производством Renault Captur. В конце 2023 года производство в Бразилии было прекращено. 
В 2017 году сборка Captur была налажена в Индии, где производились также версии 1,5-литровым дизелем. Однако Captur так и не сыскал коммерческого успеха на индийском рынке. Сборка в Индии была завершена в 2020 году, было реализовано 6 618 единиц.

## Безопасность
В Kaptur штатно устанавливались подушка безопасности водителя и переднего пассажира. В стандартное оборудование также входят три задних подголовника, регулируемые по высоте; крепления «Isofix» для детских кресел на задних боковых сиденьях.
Latin NCAP в 2017 году проводило краш-тест Renault Captur бразильской сборки (фронтальный удар о деформируемый барьер со смещением и боковой удар). В обоих испытаниях Captur показал хороший результат: самая большая нагрузка пришлась на грудь манекена-водителя, который мог получить перелом рёбер. За защиту взрослых, таким образом, Captur получил 30,27 балла из 34 возможных и 4 звезды общего рейтинга. Защита детей была оценена на 33,68 балла из 49 возможных.
| Latin NCAP                                                 |          |  |       |
| Рейтинги                                                   | Пассажир |  | 30,27 |
| Рейтинги                                                   | Ребёнок  |  | 33,68 |
| Протестированная модель: Renault Captur + 4 Airbags (2017) |          |  |       |

За безопасность на  дороге отвечают штатная ABS с электронным распределением тормозных усилий и режимом экстренного торможения (AFU), а также при помощи системам стабилизации курсовой устойчивости (ESP) и помощи на подъёме (HSА).